# Dongye
Dongye (AFI: [toŋ.je]), que significa Ye Oriental, foi uma chefatura coreana que ocupou partes do nordeste da Península Coreana, aproximadamente do séc. III a.C. até o início do séc. V. Dongye tinha fronteiras com Goguryeo e Okjeo ao norte, com a Confederação Jinhan ao sul e com a Comenda de Lelang ao leste. Atualmente, o território de Dongye corresponde às províncias de Hamgyong Sul e Kangwon-do da atual Coreia do Norte e Gangwon-do da atual Coreia do Sul.

## História

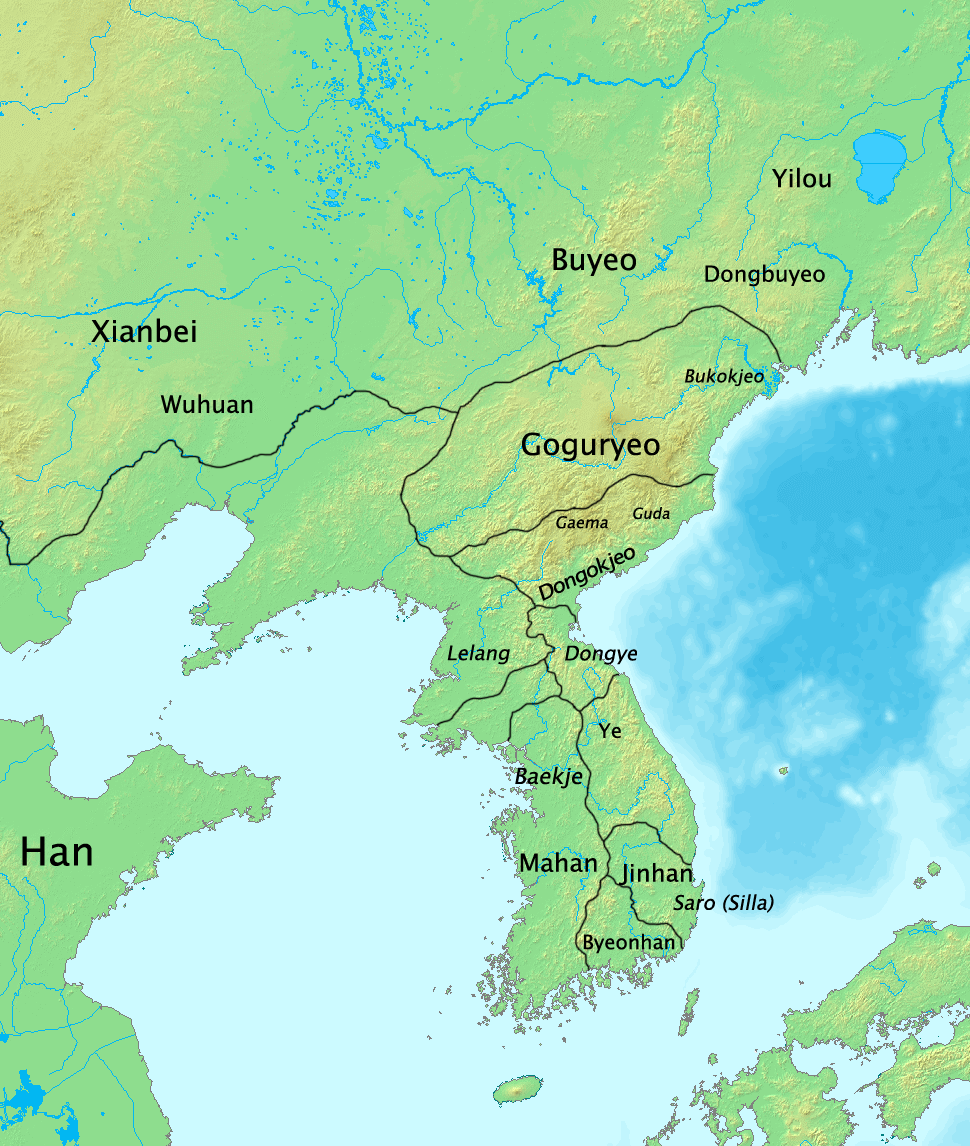
Proto–Três Reinos, c. 1 d.C.

Dongye aparece na história como um estado vassalo de Goguryeo. No início do séc. V, porém, o Rei Guangaeto, o Grande anexou Dongye, fazendo com que Goguryeo dominasse a porção norte da Península Coreana e uma parte significativa da Manchúria. Uma pequena parte de Dongye ao sul foi absorvida por Silla.

## Povo e cultura
Os Dongye se consideravam o mesmo povo que os Goguryeo e compartilhavam das mesmas origens linguísticas e étnicas dos povos de Okjeo e de Goguryeo. Isto também pode indicar que Dongye possuía uma origem em comum com o Reino de Buyeo e com Gojoseon. A população foi registrada como consistindo de 280 mil famílias.
Pouca informação sobre Dongye resistiu ao tempo; a maioria do conhecimento atual vem da discussão sobre os Bárbaros Orientais da obra chinesa San Guo Zhi (Registros dos Três Reinos). O costume de "Mucheon" (무천, 舞天), um festival de culto ao céu por meio de música e dança no décimo mês é mencionado em alguns registros. Tal costume parece ter sido fortemente relacionado a um festival de Goguryeo, o Dongmaeng, que ocorria no mesmo mês, e que também tinha exibições marciais. O povo cultuava o tigre como uma deidade.
A economia de Dongye era baseada primariamente em agricultura, incluindo sericultura e cultivo de cânhamo. O festival Mucheon tinha como objetivo assegurar uma boa colheita no ano seguinte. Sua agricultura parece ter sido bem organizada no nível da vila. A lei de Dongye estabeleceu severas penalidades para aqueles que invadiam terras comunais.
Eles não têm chefe soberano ... Seus anciões há muito consideram que são do mesmo grupo que os Goguryeo. Sinceros por natureza, eles mantêm seus desejos no mínimo, têm um senso de vergonha e não pedem esmolas. Em linguagem, tratos e costumes, eles são geralmente os mesmos que os Goguryeo, mas em suas roupas existem diferenças. Homens e mulheres usam colares plissados, e os homens trançam flores de prata com vários centímetros de largura como decoração... O costume deles é dar grande importância às montanhas e rios, cada um dos quais tem certas partes nas quais as pessoas não podem andar indiscriminadamente. Membros do mesmo clã não se casam. Eles têm muitas superstições e tabus: em caso de doença ou morte, eles sempre abandonam sua antiga casa, reconstroem e realocam... Eles também sacrificam o tigre como um ser divino... Eles fazem lanças com três zhang de comprimento, às vezes transportadas por três homens ao mesmo tempo. Eles são soldados de infantaria capazes; o "arco de sândalo" de Lelang vem de suas terras. — San Guo Zhi